# Annette Dasch

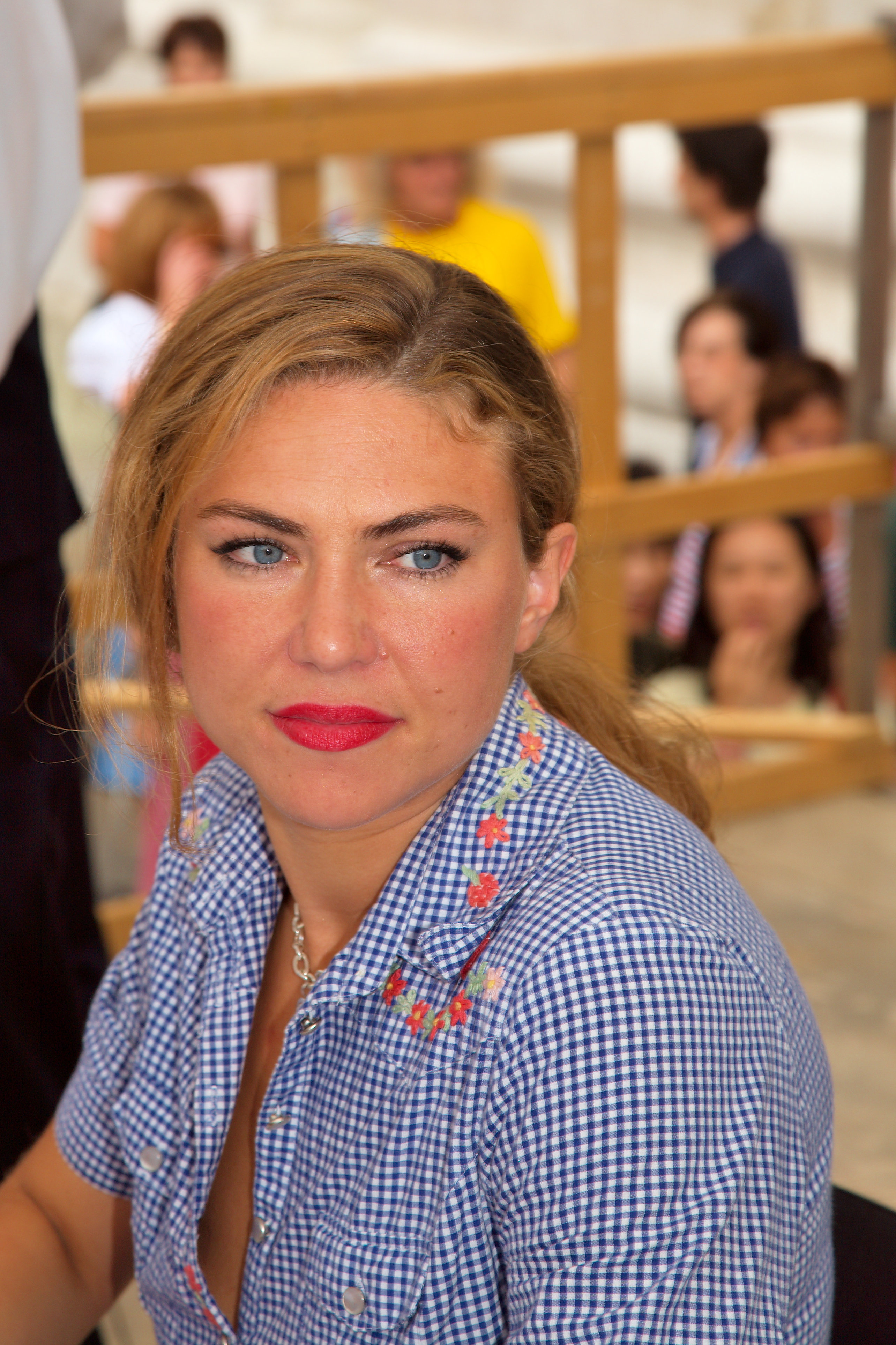
Annette Dasch, 2008

Annette Dasch (* 24. März 1976 in Berlin) ist eine deutsche Opern-, Konzert- und Liedersängerin (Sopran).

## Leben
Annette Dasch ist das zweite von vier Kindern einer musikbegeisterten Familie aus Berlin. Ihr Vater Hans Dasch, ein Jugendrichter und ehemaliger Leiter der Jugendarrestanstalt Berlin, spielte Bratsche und Geige, ihre Mutter Renate studierte Medizin und wurde Gesangspädagogin und Sängerin. Auch ihre drei Geschwister sind professionelle Musiker: Katrin ist Konzertpianistin, Johannes ist Musiklehrer, Peter ist Bassbariton und erfolgreich mit Adoro. Annette sang bereits als Kind in Vokalensembles, verließ nach dem Abitur 1995 am Arndt-Gymnasium Dahlem ihre Heimatstadt Berlin. Annette Dasch war bis zu ihrem Studium aktives Mitglied der Pfadfinder. Zunächst wollte sie Klarinettistin werden, gab dieses Vorhaben dann jedoch für ein Gesangsstudium an der Hochschule für Musik in München bei Josef Loibl auf. 1998/99 besuchte sie zusätzlich die Klasse für musikdramatische Darstellung an der Universität für Musik und darstellende Kunst in Graz und Meisterklassen bei Philip Schulze, Wolfram Rieger und Helmut Deutsch.
Ihre internationale Karriere begann im Jahr 2000 mit dem Sieg in drei wichtigen Gesangswettbewerben: dem Maria-Canals-Wettbewerb in Barcelona, dem Internationalen Robert-Schumann-Wettbewerb für Klavier und Gesang in Zwickau (1. Preis und Goldmedaille im Fach Gesang, Damen) und dem Concours de Genève in Genf.
Es folgten Engagements beim MDR-Sinfonie-Orchester und der Akademie für Alte Musik Berlin, des Weiteren an Opernhäusern im In- und Ausland, u. a. Montpellier, Bonn, Amsterdam, Antwerpen, Genf, Dresden, Berlin, Tokio, Stockholm, Brüssel, München, Paris, Madrid, London (Royal Opera House), Wien (Theater an der Wien, Volksoper und Staatsoper), Mailand und Zürich. Zu ihren wichtigsten Partien zählen die Poppea (L’incoronazione di Poppea), Aminta (Il re pastore), Sandrina (La finta giardiniera), Elettra (Idomeneo), Contessa Almaviva (Le nozze di Figaro), Donna Elvira und Donna Anna (Don Giovanni), Fiordiligi (Così fan tutte), Pamina (Die Zauberflöte), Elsa (Lohengrin),  Eva (Die Meistersinger von Nürnberg) und Elisabeth (Tannhäuser), Freia (Das Rheingold), Antonia (Hoffmanns Erzählungen), Rosalinde (Die Fledermaus), Gretel (Hänsel und Gretel), die Gänsemagd (Königskinder),  Jenufa (Jenufa), Liù (Turandot), Juliette (Martinu), Jenny (Aufstieg und Fall der Stadt Mahagonny) und Cordelia (Lear). An der New Yorker Metropolitan Opera debütierte sie 2009 als Gräfin in Le nozze di Figaro.
Von 2006 bis 2009 war Annette Dasch Künstlerin in der Reihe „Junge Wilde“ des Konzerthaus Dortmund. Bei den Salzburger Festspielen sang sie 2006 in Mozarts Oper Il re pastore, 2007 in Armida von Joseph Haydn und 2008 Donna Anna in Mozarts Don Giovanni. Anlässlich der feierlichen Wiedereröffnung des Cuvilliés-Theaters in München am 14. Juni 2008 sang sie an der Seite von Juliane Banse, John Mark Ainsley, Rainer Trost und Pavol Breslik die Elettra in der Idomeneo-Neuinszenierung von Dieter Dorn. Bei den Bayreuther Festspielen debütierte sie am 25. Juli 2010 neben Jonas Kaufmann als Elsa in Wagners Lohengrin in der Inszenierung von Hans Neuenfels, dirigiert von Andris Nelsons, und sang sie dort auch 2011, 2012, 2013 und 2015 sowie, für Anna Netrebko einspringend, 2019 in der Inszenierung von Yuval Sharon unter Christian Thielemann, diesmal mit Piotr Beczala in der Titelrolle. In derselben Partie sprang sie 2012 bei der Inaugurazione der Mailänder Scala unter Daniel Barenboim ein. 2019 debütierte sie als Jenny in Kurt Weills „Aufstieg und Fall der Stadt Mahagonny“ beim Festival d’Aix-en-Provence.
Sie arbeitete mit Regisseuren wie Calixto Bieito, Dieter Dorn, Achim Freyer, Claus Guth, Andreas Homoki, Christof Loy, Peter Mussbach, Katie Mitchell oder Hans Neuenfels zusammen.
Annette Dasch ist auch als Lied-, Oratorien- und Konzertsängerin tätig und sang unter anderem mit den Berliner und Wiener Philharmonikern, dem New York Philharmonic Orchestra, dem Orchestre de Paris, dem Orchestre National de France, dem Concertgebouw Orchestra und dem Symphonieorchester des Bayerischen Rundfunks. Als Liedsängerin ist sie etwa bei der Schubertiade Hohenems, beim Rheingau-Festival, beim Schleswig-Holstein-Musikfestival oder im Théatre de la Ville in Paris aufgetreten. Als Liedinterpretin tritt sie regelmäßig mit Partnern wie Helmut Deutsch, Wolfram Rieger oder Jan Philipp Schulze auf.
Bisher arbeitete die Sopranistin mit Dirigenten wie Daniel Barenboim, Ivor Bolton, René Jacobs, Iván Fischer, Ádám Fischer, Paul McCreesh, Donald Runnicles, James Levine, Sir Simon Rattle, Marek Janowski, Andris Nelsons, Seiji Ozawa, Nikolaus Harnoncourt, Christian Thielemann, Daniel Harding, Daniele Gatti, Kent Nagano oder Fabio Luisi, zusammen. Sie ist als Exklusivkünstlerin bei Sony BMG unter Vertrag.
Von 2008 bis 2012 moderierte sie ihre eigene Musik-Talkshow Annettes DaschSalon, die im ZDFtheaterkanal (jetzt ZDFkultur) sowie seit 2009 auf 3sat ausgestrahlt wurde. Seit Dezember 2012 wird dieses Veranstaltungsformat als Konzertserie in der Alten Oper Frankfurt fortgesetzt. Am 19. März 2010 war sie Gastmoderatorin bei 3 nach 9, der Talkshow von Radio Bremen.

## Persönliches
Im Juli 2011 heiratete Dasch den österreichischen Bariton Daniel Schmutzhard. Das Ehepaar hat zwei Kinder.

## Ehrungen und Auszeichnungen
- 2000 Robert-Schumann-Wettbewerb, Zwickau (1. Preis)[9]
- 2000 Concours de Genève (1. Preis)[10]
- 2000 Maria Canals International Music Competition[11]
- 2008 Echo Klassik - „Operneinspielung des Jahres“ für das Album „Armida“[12]
- 2011 Berliner Bär (B.Z.-Kulturpreis)
- 2014 Verdienstkreuz am Bande des Verdienstordens der Bundesrepublik Deutschland

## Diskografie
- Les nouveaux musiciens. Deutsche Barocklieder. Mit Mitgliedern der Akademie für Alte Musik Berlin, harmonia mundi HMN 911835, Juli 2004.
- Armida: Gluck – Händel – Jomelli – Haydn. Sony BMG 88697100592, Juli 2007.
- Mozart Arien. Sony BMG, Oktober 2008.
- Mendelssohn: Elias (Berliner Philharmoniker – Seiji Ozawa, Stream)
- Mahler: 2. Symphonie. Mit Daniele Gatti und dem Concertgebouw-Orchestra. (Blu-ray Disc)
- Wagner: Lohengrin. 1. mit Marek Janowski (Pentatone), 2. mit Andris Nelsons (OpusArte)
- Orff: Carmina Burana. Mit Hugh Wolff (hr 2)
- Fall: Madame Pompadour. Aus der Volksoper Wien (cpo)
- Beethoven: 9. Symphonie. 1. mit Stanislaw Skrowaczewski (Oehms Classics), 2. mit Christian Thielemann (Deutsche Grammophon)
- Schmidt: Das Buch mit sieben Siegeln. mit Fabio Luisi (mdr Edition)
- Schumann: Genoveva. mit Marc  Piollet (Acousence)
- Wagner: Das Rheingold. mit Sir Simon Rattle (BR Classics)
- Britten: War Requiem. mit Helmut Rilling (hänssler)
- Haydn: Die Schöpfung, Haydn Festival Eisenstadt, 9. Mai 2009. D: Adam Fischer (medici arts, DVD)
- Mozart: Le nozze di Figaro, Théatre des Champs-Elysées, Paris, 06/2004. R: Jean-Lous Martinoty, D: René Jacobs (BelAir, 2 DVD)
- Mozart: Idomeneo, Bayerische Staatsoper München, 11./14. Juni 2008, R: Dieter Dorn, D: Kent Nagano (medici arts, 2 DVD)
- Mozart: Il re pastore, Salzburger Festspiele 2006, R/D: Thomas Hengelbrock (Deutsche Grammophon, DVD)
- Mozart: Don Giovanni (Donna Elvira), Salzburger Festspiele 2008. R:Claus Guth, D:Bertrand de Billy (EuroArts, 2 DVD)
- Beethoven: Symphonie Nr.9, Wien 2011. D: Christian Thielemann (Deutsche Grammophon, 9 CDs + Major/9 DVDs/1 Blu-ray Disc)
- Wagner: Lohengrin, Bayreuther Festspiele 2011. R:Hans Neuenfels, D:Andris Nelsons (Opus Arte, 2 DVD)
- Humperdinck: Hänsel und Gretel, Salzburger Marionettentheater 2003 (BelAir, DVD)
- Annette Dasch – Die Gretchenfrage (The Crucial Question). Herkulessaal München, 3. April 2011. D: Marc Piollet + Dokumentation: „Darum ist Musik das Wichtigste“ von Annette Schreier, BR 2011 (EuroArts, DVD)

## Filmografie
- 2015: Die Trapp Familie – Ein Leben für die Musik

## Synchronsprecherin
- 2017: Beauty and the Beast als Mme de Gardarobe für Audra McDonald